# Красавица и Чудовище (фильм, 2017)
«Краса́вица и Чудо́вище» (англ. Beauty and the Beast) — американский фильм в жанре музыкального романтического фэнтези 2017 года режиссёра Билла Кондона. Сценарий написан совместно Стивеном Чбоски и Эваном Спилиотопулосом. Кинолента снята студией Mandeville Films при участии Walt Disney Pictures, выступившей дистрибьютором. Фильм является киноадаптацией мультфильма 1991 года, в свою очередь основанного на одноимённой сказке Жанны-Мари Лепренс де Бомон. Главные роли исполнили Эмма Уотсон и Дэн Стивенс, второстепенные — Люк Эванс, Кевин Клайн, Джош Гэд, Юэн Макгрегор, Стэнли Туччи, Одра Макдональд, Гугу Мбата-Роу, Натан Мак, Иэн Маккеллен и Эмма Томпсон.
Проекту официально дали зелёный свет в апреле 2014 года после нескольких лет застоя и попыток студии Walt Disney Pictures запустить производство в 2009 году. Об утверждении Билла Кондона режиссёром фильма было объявлено в июне 2014 года. Основные съёмки проходили с мая по август 2015 года в студии Шеппертон в графстве Суррей неподалёку от Лондона.
Мировая премьера «Красавицы и Чудовища» прошла 23 февраля 2017 года в особняке «Спенсер-хаус» в Лондоне. В США он был выпущен 17 марта 2017 года в форматах 2D, Disney Digital 3D, RealD Cinema, IMAX и IMAX 3D, а также в кинотеатрах Dolby Cinema. Выход фильма в России сопровождался скандалом из-за сексуальной ориентации одного из персонажей, но тем не менее состоялся 16 марта 2017 года с более взрослым рейтингом 16+. Фильм получил положительные отзывы от зрителей и критиков, многие из которых высоко оценили игру Уотсон и других актёров, а также визуальные эффекты и музыкальное сопровождение; при этом его качество в целом по сравнению с анимационным оригиналом было оценено неоднозначно. Он собрал более 1,2 млрд долларов в мировом прокате, став самым кассовым игровым мюзиклом и входит в сотню самых кассовых кинофильмов всех времён. На 90-й церемонии вручения премии «Оскар» кинолента выдвигалась на награды в категориях «Лучшая работа художника-постановщика» и «Лучший дизайн костюмов».

## Сюжет
На бал, устроенным эгоистичным принцем, прибывает старая нищенка, которая предлагает ему розу в обмен на убежище от бури. Услышав отказ, она принимает свой истинный облик волшебницы Агаты, затем превращает принца в Чудовище, его слуг в предметы домашнего обихода и накладывает проклятие на весь замок. Агата заколдовывает розу и предупреждает принца, что он останется проклятым навсегда, если не научится любить и быть любимым до того, как опадёт последний лепесток с цветка.
Действие переносится на годы вперёд. В деревне Вильнёв живёт мечтательная и жаждущая приключений девушка Белль вместе со своим отцом Морисом. Она постоянно отвергает ухаживания высокомерного бывшего солдата Гастона, желающего жениться на ней. Гастона в его стремлениях поддерживает неуклюжий, но верный спутник Лефу. Однажды по пути на ярмарку Морис теряется в лесу и находит убежище в замке Чудовища, но тот берёт его в плен за кражу розы из сада. Белль отправляется в замок за отцом и предлагает Чудовищу обменять Мориса на себя, на что тот соглашается.
Белль знакомится со слугами замка (канделябром Люмьером, настенными часами Когсвортом, перьевой метёлкой Плюметт, чайником миссис Поттс, её сыном-чашкой Чипом, шкафом мадам де Гардероб и клавесином Каденцой) и быстро заводит с ними дружеские отношения. Чудовище предоставляет Белль отдельную комнату и позволяет ей посещать любые места замка, кроме Западного Крыла. Позже Чудовище пытается поужинать с пленницей, но та ему отказывает. Разгневанный её ответом, он запрещает слугам давать ей еду, однако они всё же приглашают Белль на грандиозный ужин. Затем во время прогулки по замку Белль находит Западное Крыло и видит розу, однако появившийся хозяин замка в ярости прогоняет её. Пленница убегает из замка и сталкивается со стаей волков в лесу, но Чудовище спасает её. В процессе залечивания ран, полученных Чудовищем, отношения между ним и Белль начинают теплеть. Чудовище показывает ей подарок от волшебницы — книгу, которая может переносить читателя в любое место и время по его выбору. Белль использует эту книгу, чтобы посетить свой дом детства в Париже, где она обнаруживает следы эпидемии чумы. Белль осознаёт, что они с отцом были вынуждены оставить умирающую от чумы мать, о чём Морис не решался ей рассказывать.
Тем временем вернувшемуся в деревню Морису не удаётся убедить других жителей в существовании Чудовища. Гастон, решив, что сможет жениться на Белль как её спаситель, соглашается помочь ему. Морис отказывает Гастону в руке своей дочери, на что тот бросает его в лесу на растерзание волкам. Мориса спасает переодетая в нищенку Агата, однако когда он вновь возвращается в деревню, Гастон убеждает жителей отправить его в больницу для душевнобольных.
Исполнив романтический танец с Чудовищем, Белль узнаёт о затруднительном положении своего отца с помощью волшебного зеркала. Чудовище отпускает её и отдаёт зеркало, чтобы она помнила о нём. В деревне Белль доказывает жителям, что Морис в здравом уме, с помощью зеркала показав им Чудовище. Понимая, что Белль любит Чудовище, Гастон силой сажает её в карету для душевнобольных к отцу и отправляется в замок с жителями деревни, чтобы убить соперника. Белль рассказывает Морису о смерти своей матери, и они вдвоём сбегают.
В ходе битвы Гастон бросает Лефу, а последний переходит на сторону слуг замка, чтобы прогнать жителей деревни. В башне Гастон атакует Чудовище, который вначале находится в депрессии, но оживает духом, узнав о возвращении Белль. Он одерживает верх над Гастоном, однако в последний момент отпускает его и воссоединяется с Белль. Неожиданно Гастон смертельно ранит Чудовище, но сам падает с обрушившегося моста и разбивается насмерть. С розы падает последний лепесток, и Чудовище умирает, а слуги становятся неодушевлёнными предметами. Белль со слезами на глазах признаётся Чудовищу в любви, после чего появляется Агата. Она снимает проклятие, восстанавливает разрушающийся замок и возвращает человеческий вид Чудовищу и слугам. Счастливые Белль и принц танцуют на балу, который дают в замке.

## В ролях
| Актёр           | Роль                                |
| --------------- | ----------------------------------- |
| Эмма Уотсон     | Белль                               |
| Дэн Стивенс     | принц Адам / Чудовище               |
| Люк Эванс       | Гастон                              |
| Кевин Клайн     | отец Белль Морис                    |
| Джош Гэд        | Лефу                                |
| Хэтти Морахан   | волшебница Агата                    |
| Юэн Макгрегор   | метрдотель Люмьер                   |
| Иэн Маккеллен   | мажордом и дворецкий Генри Когсворт |
| Эмма Томпсон    | экономка Беатрис Поттс              |
| Натан Мак       | сын Беатрис Поттс Чип               |
| Стэнли Туччи    | маэстро Каденца                     |
| Одра Макдональд | оперная певица мадам де Гардероб    |
| Гугу Мбата-Роу  | горничная Плюметт                   |
| Джерард Хоран   | гончар Жан Поттс                    |
| Хейдн Гуинн     | жена Когсворта Клотильда            |

## Производство

### Разработка идеи

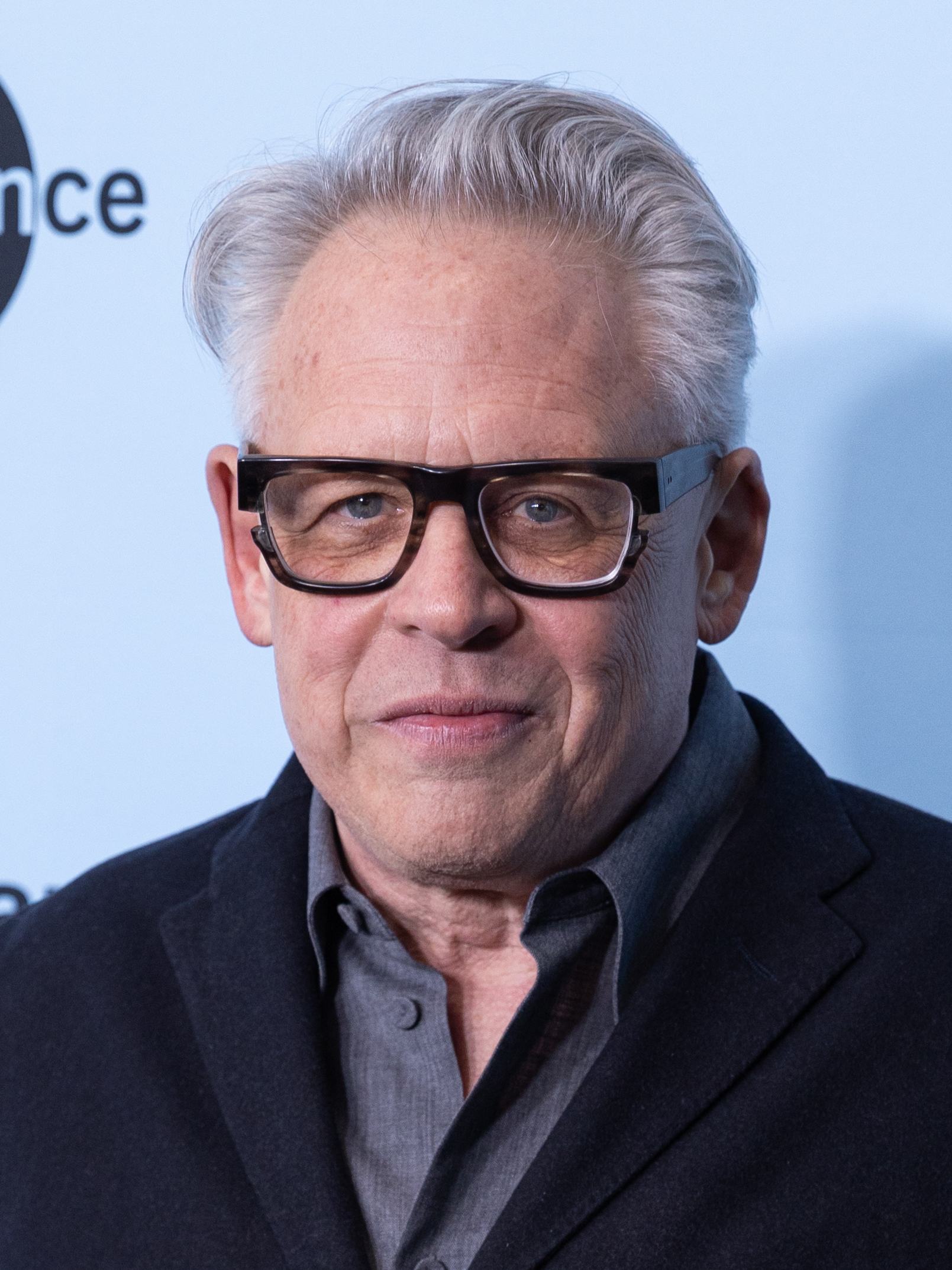
Билл Кондон, режиссёр фильма

Впервые о планах экранизации бродвейского мюзикла «Красавица и Чудовище», основанного на одноимённом анимационном фильме, было объявлено студией Walt Disney Pictures в 2009 году. Однако в январе 2011 года композитор Алан Менкен на вопрос о работе над фильмом ответил, что проект «был законсервирован».
В апреле 2014 года, спустя чуть более трёх лет, студия Disney приступила к подготовке экранизации мюзикла. Примерно в это же время появились сообщения, что кандидатом на место режиссёра стал Билл Кондон, с которым кинокомпания начала вести переговоры. В июне 2014 года Кондон был назначен режиссёром фильма, тогда же стало известно о присоединении к проекту сценариста Эвана Спилиотопулоса. В сентябре этого же года Стивен Чбоски был приглашён к совместной со Спилиотопулосом работе над сценарием.
Ещё до назначения Кондона режиссёром студия Disney обратилась к нему с предложением основательно переосмыслить концепцию фильма, в качестве примера приведя «Белоснежку и охотника» Руперта Сандерса. Кондон рассказывал, что успех «Холодного сердца» убедил студию «о наличии у мюзиклов старой школы своей широкой аудитории», поэтому было решено отказаться от планов «уменьшить количество песен вдвое» и вернуться к идее создания полноценного мюзикла. Президент отдела кинопроизводства Walt Disney Pictures Шон Бейли утверждал, что идея сделать фильм мюзиклом принадлежала Алану Хорну, на тот момент председателю Walt Disney Studios. По словам Бейли, «из пяти или шести лет работы над проектом в течение полутора-двух лет он рассматривался как серьёзный драматический фильм, а не мюзикл, и сценарий переделывался соответствующим образом». Однако вскоре авторская группа убедилась, что включение песен в фильм «способствует его конкурентоспособности», и по настоянию Хорна было решено вернуться к диснеевским корням.

### Подготовка к съёмкам
В марте 2015 года продюсер фильма Тодд Либерман сообщил, что съёмки должны начаться через два месяца в Лондоне. Либерман признался, что он «дико взволнован» новостью о начале производства киноленты: «У нас есть Эмма Уотсон, у нас есть режиссёр Билл Кондон, а Стивен Чбоски написал наш сценарий. Это действительно здорово, и большей радости для нас и быть не может».
По словам Либермана, актёры и съёмочная группа постараются придерживаться классической истории, однако не исключено использование «новых элементов» и других персонажей. Так, сценарист Эван Спилиотопулос рассказал, что в первоначальной версии сценария Гастон был проклят волшебницей Агатой, а не погиб, однако впоследствии от этой идеи отказались. В апреле 2015 года было официально сообщено, что в фильм введён новый персонаж — маэстро Каденца.

### Кастинг
Подбор актёров в фильм проходил в течение трёх месяцев. Первой стала Эмма Уотсон, подписавшая контракт на роль Белль, о чём она объявила в январе 2015 года в Facebook. Ради этого проекта Уотсон отказалась от съёмок в мюзикле «Ла-Ла Ленд». Алан Хорн лично одобрил назначение Уотсон. Студия Warner Bros., которой прежде руководил Хорн, ранее выпустила кинофраншизу о Гарри Поттере, где актриса исполняла роль Гермионы Грейнджер. После утверждения Уотсон и Disney заключили дополнительное соглашение, согласно которому гонорар актрисы составит 15 млн долларов, если сборы фильма сравняются с кассой другой диснеевской экранизации «Малефисента» (758,5 млн долларов). Авансом Эмме Уотсон было выплачено 3 млн долларов. Пейдж О’Хара, озвучившая Белль в мультфильме, и Сьюзан Иган, сыгравшая героиню в мюзикле на Бродвее, сочли кандидатуру актрисы «идеальной». Чтобы вжиться в роль Белль, Уотсон на протяжении трёх месяцев проходила обучение верховой езде на лошади, танцам и пению.
4 марта 2015 года на роли Гастона и Чудовища были утверждены Люк Эванс и Дэн Стивенс соответственно, что на следующий день подтвердила Уотсон в своём «Твиттере». Последний заменил Райана Гослинга, отклонившего своё участие в фильме из-за работы над «Ла-Ла Лендом». Для перевоплощения в персонажа Стивенс большую часть времени был одет в сорокафунтовый (≈18 кг) серый костюм из лайкры, а в сценах танца с Уотсон носил под костюмом специальный охлаждающий жилет. Примерно два часа в день Стивенс изучал технику движения своего персонажа и тренировал ноги для двенадцатичасовых периодов стояния на ходулях. 13 марта 2015 года было сообщено, что Джош Гэд находится на заключительной стадии переговоров о получении роли Лефу — верного помощника и друга Гастона. Через три дня стало известно о вхождении в актёрский состав Кевина Клайна, которому была отведена роль Мориса (отца Белль), и Эммы Томпсон, давшей согласие сыграть экономку миссис Поттс. До этого в прессе появлялись сообщения, что персонажа Мориса мог воплотить Тимоти Сполл. 27 марта 2015 года к фильму присоединилась Одра Макдональд, утверждённая на роль оперной певицы мадам де Гардероб.
10 апреля 2015 года сэр Иэн Маккеллен подтвердил, что сыграет в проекте дворецкого Генри Когсворта. Это стало его третьей совместной работой с Биллом Кондоном; ранее они уже сотрудничали в фильмах «Боги и монстры» и «Мистер Холмс». По словам актёра, он был «очень взволнован», принимая участие в первой для него диснеевской экранизации. Спустя три дня стало известно, что к актёрскому составу присоединилась Гугу Мбата-Роу, которой достался персонаж горничной Плюметт. 21 апреля 2015 года появилась новость об утверждении Юэна Макгрегора на роль метрдотеля Люмьера. Макгрегор, готовясь к своей роли, признался, что разучивал песню «Be Our Guest», звучавшую в мультфильме 1991 года, как новую, поскольку он никогда прежде не слышал её. Кондон рассказал, что на первой пробе Макгрегор исполнил песню без французского акцента: «Я сказал: „О, это какой-то шотландский Люмьер“. Но спустя некоторое время он понял, как передавать французский акцент». Последним в актёрский ансамбль вошёл Стэнли Туччи, подписавший контракт на роль маэстро Каденцы.

### Съёмки

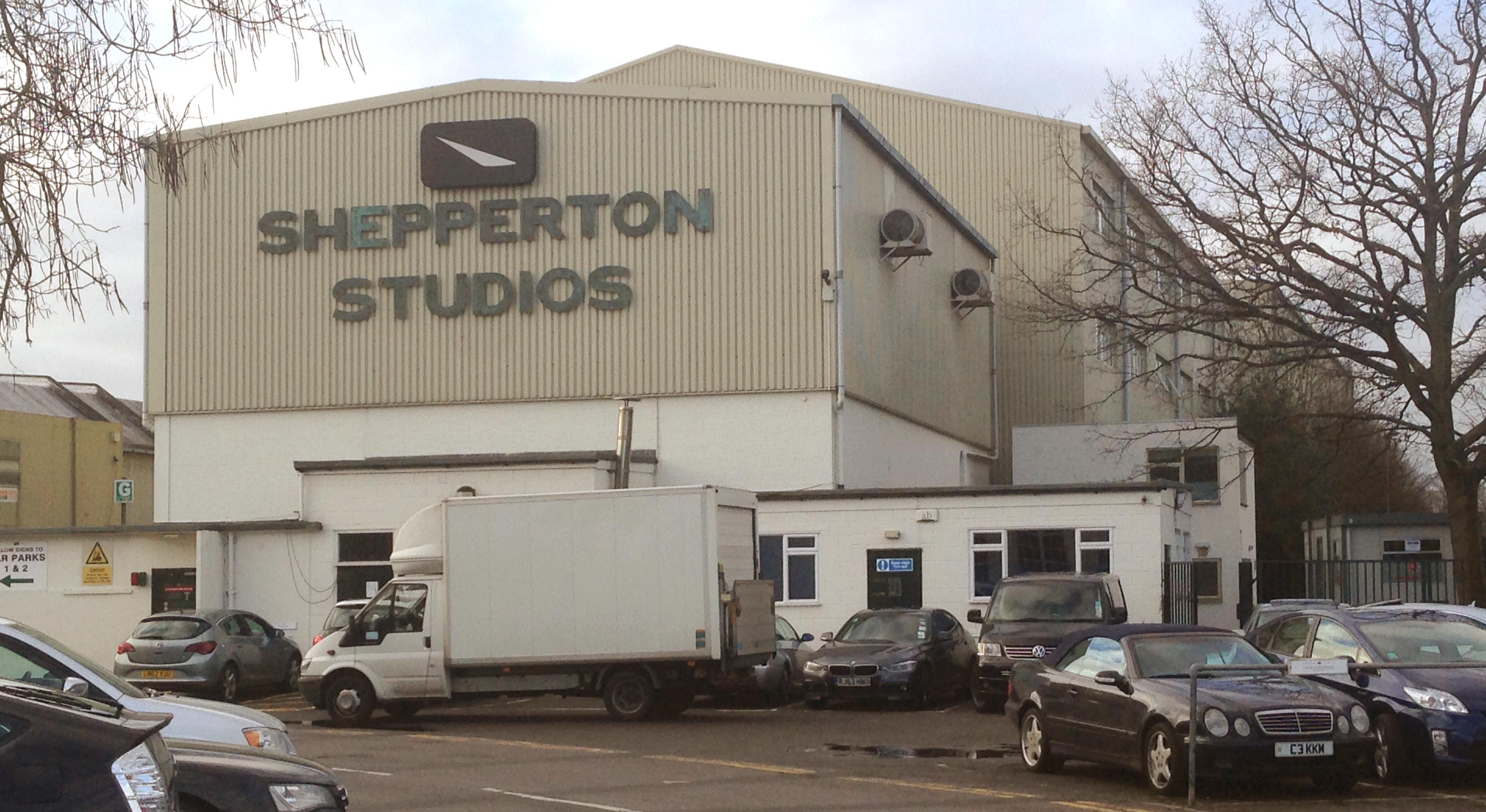
Киностудия «Шеппертон»

Съёмки фильма начались 18 мая 2015 года в студии «Шеппертон», расположенной в графстве Суррей неподалёку от Лондона, где ранее снимался «Лоуренс Аравийский». Часть работ проходила в течение двух недель в лесу Эстридж и на холме Ивинго в Бакингемшире, а также в Суррей-Хиллз около деревни Шир. Во время съёмок была использована цифровая камера Arri Alexa XT Plus. Хотя при производстве IMAX-камера не применялась, фильм позже был отформатирован с добавлением дополнительных частей кадров для адаптации изображения на премиум-экранах. По словам Билла Кондона, такой подход позволил зрителям увидеть на IMAX-экранах «больше кино». Оператор Тобиас Шлессер экспериментировал с ракурсами, используя различное оборудование — от технокранов до летающих дронов. 21 августа 2015 года Эмма Уотсон и Люк Эванс сообщили в «Твиттере», что съёмки с их персонажами завершены. Шесть дней спустя сопродюсер Джек Моррисси официально объявил об окончании съёмочного процесса.
На создание и подготовку музыкальной сцены «Вы наш гость» съёмочная группа потратила несколько месяцев. По словам Стива Гауба, специалиста по визуальным эффектам, режиссёр Билл Кондон вместе с хореографом Энтони Ван Лаастом просматривали множество видеороликов с разными видами танцев, чтобы подобрать наиболее подходящие движения персонажей. Предметы на столе, такие как тарелки, серебро, салфетки и даже пирожные, были настоящими; специалисты фотографировали объекты, а затем «оживляли» их на компьютере. Над освещением декораций трудились дизайнеры по свету, лауреаты премии «Тони» Жюль Фишер и Пегги Эйзенхауэр. Общая подготовка номера началась ещё на стадии предпроизводства, а сам процесс съёмок занял около трёх недель.
Для съёмок фильма было отстроено 27 павильонов. Самый крупный из них имел площадь 30 000 квадратных футов (примерно 2787 м²) и использовался для отснятия сцен в вымышленной деревне Вильнёв, включающей дом Белль и Мориса, школу, церковь и деревенскую площадь. Павильон, где снимались лесные сцены, строился более трёх месяцев и включал в себя настоящие деревья, изгородь, замёрзшее озеро, ледяные ворота высотой 29 футов (8,8 м) и около 20 000 сосулек. Люк Эванс признался, что эта декорация стала для него одной из любимейших. Дворец Чудовища был вдохновлён замком Шамбор во Франции. При оформлении бального зала замка были установлены мраморный пол площадью 12 000 квадратных футов (порядка 1115 м²) и десять люстр, спроектированных на основе реальных светильников в Версальском дворце.

### Дизайн костюмов
Жаклин Дюрран, обладательница премии «Оскар», была назначена художницей по костюмам. Она разработала одежду в сказочном мире Франции середины XVIII века. Для Белль художница переосмыслила костюмы героини из мультфильма 1991 года, одев её в начале фильма в такое же синее платье, однако вместо корсета добавив к нему шаровары, фартук, карманы и лиф. Дюрран также заменила балетки Белль на ботинки, таким образом стремясь показать её «не утончённой принцессой, а активной героиней». Культовое жёлтое платье художница создала из шёлковой органзы, вырезанной в форме круга, и украсила его сусальным золотом. Образ героини в конце фильма был создан на основе оригинального фартука XVIII века с узором из плетёного шёлка.
Для принца Адама в прологе фильма Дюрран создала камзол с кристаллами Swarovski, а в эпилоге — синий аристократический костюм XVIII века. К работе над образом принца в виде Чудовища дизайнер приступила за 18 недель до начала съёмок. Поскольку Чудовище был создан с помощью компьютерной графики, Дюрран и её команда разработали настоящие 3D-костюмы, которые затем обрабатывались и наносились на CGI-изображение персонажа.
Дюрран также работала над образами второстепенных персонажей. Костюм Гастона в виде красного пальто был, как и у Белль, основан на мультфильме 1991 года и имел стиль военной формы XVIII века. Персонажа Мориса художница одела во французский рабочий комбинезон цвета индиго и синее пальто с жилетом в клетку. Костюмы персонала замка создавались с элементами предметов домашнего обихода, в которые они превращались.

### Визуальные эффекты
Над визуальными эффектами работали студия Framestore и компания Digital Domain. Часть эффектов создавалась c помощью технологий захвата движения, MOVA Contour и CGI. Framestore создала более 750 кадров для фильма и занималась «оживлением» домашней утвари, дизайном интерьера замка, его экстерьером и оформлением деревенских павильонов.
Компания Digital Domain принимала участие в создании цифровой версии Чудовища. Для этого Стивенс дважды исполнял свою роль. На съёмочной площадке актёр носил костюм со следящими маркерами, которые записывались камерами для отслеживания движений его тела. Таким образом формировался шаблон, на который впоследствии наносился цифровой вид персонажа. При отдельной работе над лицевой мимикой Чудовища применялась технология MOVA Contour, которая «сообщала о тонкостях человеческого лица» и «мыслях, возникающих у него». По мнению Стивенса, было «поразительно видеть, как много она (технология) может передать с помощью глаз — единственного, что у Чудовища осталось человеческого». Актёр находился в специальной кабинке, где на его лицо наносились ультрафиолетовые точки, которых, как он утверждал, было «около десяти тысяч». Специальная установка в помещении состояла из 25 камер, которые снимали Стивенса со всех сторон, отслеживая точки. По словам Кондона, «лицевая установка захватывала каждое движение, что было важно для творческой команды „Красавицы и Чудовища“». Затем движения точек накладывались на цифровой образ Чудовища, передавая нюансы мимики актёра персонажу. После захвата с помощью компьютерной анимации создавались волосы и клыки на лице Чудовища.
Дизайном слуг замка занималась художник-постановщик Сара Гринвуд, сотрудничавшая с художественным подразделением студии Framestore. Персонажи создавались с помощью технологии CGI-анимации. По словам Кайла Маккалоха, специалисты по визуальным эффектам сталкивались с проблемами во время создания героев. Так, они стремились сделать Люмьера самым подвижным из всех персонажей. Когсворт, сделанный из дерева и металла и стоящий на четырёх ногах, две из которых повёрнуты назад, тем не менее должен был ходить, подниматься по лестницам и жестикулировать. Для образа Плюметт было необходимо, чтобы её перья оставались правильной длины и одновременно обладали необходимой пластичностью. Во время работы над миссис Поттс дизайнеры ставили перед собой цель передать с помощью 2D-форм богатую эмоциональную мимику Эммы Томпсон. Особые трудности были сопряжены с образом мадам де Гардероб: при первичной обкатке облика она выглядела устрашающе, и съёмочная группа долго работала с Гринвуд, чтобы придать персонажу привлекательный облик, сохранив при этом необходимый спектр эмоций, передаваемых человеческим лицом.

### Музыка
Одной из причин успеха мультфильма 1991 года «Красавица и Чудовище» стала музыка, написанная поэтом-песенником Ховардом Эшманом и композитором Аланом Менкеном, которые ранее получили премию «Оскар» за работу над «Русалочкой». Билл Кондон заявил, что музыка в версии 1991 года побудила его стать режиссёром фильма, поскольку она «больше раскрывается». Кондон изначально был настроен использовать в экранизации музыку из мультфильма, но одновременно планировал включить в фильм и большинство песен, написанных для бродвейского мюзикла Менкеном, Эшманом и Тимом Райсом, чтобы в результате получился «полноценный крупнобюджетный игровой мюзикл». 
К работе над фильмом были привлечены Алан Менкен, написавший музыку к мультфильму и мюзиклу, и поэт Тим Райс, автор текста песен. Ещё на этапе подготовки Менкен сообщил, что в фильм не войдут песни, которые были написаны для бродвейского мюзикла, а вместо них появятся четыре новые композиции. Тем не менее, в итоге инструментальная версия песни «Home», написанной для театральной постановки, прозвучала в сцене, где Белль впервые посещает свою комнату в замке.
19 января 2017 года Селин Дион, исполнительница оригинальной песни 1991 года «Beauty and the Beast»» в дуэте с Пибо Брайсоном, подтвердила о работе над новой композицией «How Does a Moment Last Forever» для финальных титров. Дион призналась, что первоначально почти отказалась от участия в фильме из-за смерти её мужа и менеджера Рене Анжелила, помогавшего ей с записью песни для мультфильма 1991 года. Она рассказала: «Первое решение по „Красавице и Чудовищу“ было принято с моим мужем. Теперь я принимаю решения самостоятельно. Это немного сложнее. Я не могла сразу сказать „да“, потому что я считала, что это было бы в некотором роде предательством». В итоге певица согласилась записать песню, потому что мультфильм 1991 года напрямую повлиял на её дальнейшую карьеру.
На оригинальную композицию 1991 года «Beauty and the Beast» была записана песня-ремейк с участием Арианы Гранде и Джона Ледженда. На песню был снят музыкальный видеоклип, премьера которого состоялась 5 марта 2017 года на телеканале Freeform. Видео собрало более 100 млн просмотров на сайте Vevo. Эмма Томпсон исполнила в фильме другую версию этой же песни, которую в мультфильме 1991 года пела Анджела Лэнсбери.

## Релиз

### Выпуск
16 марта 2015 года студия Disney объявила, что фильм будет выпущен в США 17 марта 2017 года. Первая официальная презентация фильма прошла в августе 2015 года на трёхдневной выставке D23 Expo, где были продемонстрированы несколько кадров и видеообращения актёров.
Мировая премьера «Красавицы и Чудовища» состоялась 23 февраля 2017 года в особняке «Спенсер-хаус» в Лондоне, а в США предварительный показ прошёл 2 марта 2017 года в театре «Эль-Капитан» в Голливуде. 17 марта 2017 года фильм вышел по всей стране в форматах 2D, Disney Digital 3D, RealD Cinema, IMAX и IMAX 3D, а также в кинотеатрах Dolby Cinema. 7 апреля 2017 года в более чем 1200 кинотеатрах США вышла sing-along версия фильма. В международном прокате фильм стартовал 16 и 17 марта 2017 года одновременно в 44 странах (в том числе и в России), что составляет 66 % зрительской аудитории. Последним рынком стала Япония, где фильм вышел в прокат 21 апреля 2017 года.

### Маркетинг
Компания Disney потратила около 140 млн долларов на продвижение и рекламу фильма по всему миру. Премьера первого официального тизера состоялась 23 мая 2016 года на канале ABC в телепередаче Good Morning America. В первые 24 часа тизер-трейлер поставил рекорд, набрав 91,8 млн просмотров и обогнав по количеству просмотров тизеры других фильмов, распространяемых Disney, таких как «Мстители: Эра Альтрона», «Звёздные войны: Пробуждение силы» и «Первый мститель: Противостояние». Позднее данный рекорд побили тизеры фильмов «Тор: Рагнарёк», «Оно» и «Мстители: Война бесконечности».
Первый официальный плакат тизера был выпущен 7 июля 2016 года. 2 ноября 2016 года вышел выпуск журнала Entertainment Weekly с первым изображением, опубликованным на обложке, вместе с девятью новыми фотографиями. Через неделю Эмма Уотсон и студия Disney представили новый плакат фильма.
14 ноября 2016 года во время программы Good Morning America был показан первый официальный трейлер. В первые 24 часа ролик посмотрели 127,6 млн человек, установив новый рекорд для трейлера с наибольшим количеством просмотров за один день, обогнав фильм «На пятьдесят оттенков темнее». Впоследствии рекорд был побит фильмом «Форсаж 8». Телевизионный отрывок, где Уотсон исполняла музыкальную партию, был показан на 74-й церемонии премии «Золотой глобус». Последний трейлер студия Disney выпустила 30 января 2017 года.

### Издания
«Красавица и Чудовище» был выпущен на Blu-ray, DVD-носителях и Digital HD 6 июня 2017 года. В комплекты вошли бонусные фичуретки с комментариями съёмочной команды и историей создания фильма. Также в издания были включены удалённые сцены, в том числе с персонажем мсье Туалетом, сыгранным Стивеном Мерчантом. В середине июня 2017 года кинолента дебютировала на первом месте в общем чарте дисков NPD VideoScan, объём его продаж в 2,5 раза превзошёл совместный тираж всех остальных фильмов в топ-20 недели. На третьей неделе выпуска фильм вернулся на первое место в национальных графиках продаж домашнего видео. 19 сентября 2017 года кинокартина стала доступна на стриминговом сервисе Netflix. 10 марта 2020 года фильм вышел в формате 4K Blu-ray наряду с мультфильмом 1991 года.

## Приём

### Кассовые сборы
Кинолента «Красавица и Чудовище» собрала 504 481 165 долларов в Северной Америке и 761 634 799 долларов за её пределами. Итоговые сборы фильма составили 1 266 115 964 долларов. При бюджете примерно в 255 млн долларов он является самым дорогим музыкальным фильмом в мире. Deadline Hollywood подсчитал чистую прибыль киноленты в размере 414,7 млн долларов с учётом производственного бюджета, маркетинга и других расходов.
Картине понадобилось всего десять дней, чтобы стать самым кассовым мюзиклом в истории, побив девятилетний рекорд экранизации «Мамма Mia!». «Красавица и Чудовище» является третьим в списке самых кассовых музыкальных фильмов (уступая диснеевскому мультфильму «Холодное сердце» и его сиквелу), второй самой кассовой кинолентой 2017 года и двадцать четвёртым самым кассовым кинофильмом всех времён. По сборам картина обошла оригинальный анимационный фильм всего за шесть дней.
В США и Канаде «Красавица и Чудовище» возглавил предпродажи билетов на Fandango и стал самым продаваемым семейным фильмом в истории компании, обогнав анимационный фильм «В поисках Дори». Согласно ранним прогнозам, фильм должен был собрать около 100 млн долларов за первые три дня, а некоторые публикации прогнозировали сумму в 130 млн долларов. За 10 дней до выпуска фильма аналитики подняли планку до 150 млн долларов, оказавшейся недооценкой. Заработав в первые выходные в общей сложности 174,8 млн долларов и заняв первое место в прокате, фильм превзошёл все ожидания и продолжил ставить многочисленные заметные рекорды. В числе установленных рекордов — самый кассовый дебютный уик-энд 2017 года, самые большие дебютные сборы в марте и вообще весной (был побит рекорд фильма «Бэтмена против Супермена: На заре справедливости»), лучший старт семейного фильма с рейтингом PG (обогнав «В поисках Дори», позднее рекорд был побит «Суперсемейкой 2»), самый кассовый дебют всех времён с главным женским персонажем (до этого рекордсменом была лента «Голодные игры: И вспыхнет пламя»), самая кассовая киноадаптация студии Disney (опередив «Алису в Стране чудес») и самый кассовый дебют музыкального фильма за всю историю (с позиции лидера был вытеснен «Идеальный голос 2»). 70 % от общего объёма продаж билетов приходились на 2D-показы. Около 26 % оставшихся билетов были проданы на 3D-сеансы, а продажи билетов IMAX составили 7 % (12,5 млн долларов) от общей прибыли в выходные дни, установив новый рекорд для фильма с рейтингом PG, опередив «Алису в стране чудес» (12,1 млн долларов). Во второй уик-энд фильм сохранил первое место в прокате (упав по сборам на 48 %), заработав ещё 90,4 млн долларов и преодолев порог в 300 млн долларов. Фильм собрал 45,4 млн долларов в третий уик-энд (упав почти на 50 %) и, наконец, был сдвинут на второе место мультфильмом «Босс-молокосос» (50,2 млн долларов). 4 апреля 2017 года, в девятнадцатый день релиза, он преодолел порог в 400 млн долларов, став первым фильмом 2017 года с такой кассой. К четвёртому уик-энду фильм остался на втором месте, собрав 26,7 млн долларов (снижение на 48 %). В седьмой уик-энд релиза вышел фильм «Сфера», где Эмма Уотсон также исполняла главную роль. В те выходные «Сфера» имела четвёртое место в прокате, а «Красавица и Чудовище» — шестое. 28 мая фильм преодолел планку в 500 млн долларов, став одним из двух релизов 2017 года (второй — «Звёздные войны: Последние джедаи»), третьим с главным женским персонажем (после «Пробуждения силы» и «Изгоя-один») и восьмым в истории кино (на момент выхода), которому это удалось. В июле 2020 года во время пандемии коронавируса «Красавица и Чудовище» вновь был показан в кинотеатрах (в основном драйв-ин), собрав 467 000 долларов.
На международном рынке фильм заработал 182,3 млн долларов за первый уик-энд в 56 странах, что намного превысило первоначальные ожидания (100 миллионов). Фильм дебютировал на первом месте практически во всех странах, кроме Вьетнама, Турции и Индии. Его старт стал вторым по объёму сборов в марте после «Бэтмена против Супермена» (256,5 млн долларов). В формате IMAX это был один из самых кассовых дебютов для фильма с рейтингом PG (8,5 млн долларов на 649 экранах), второй по сборам после «Книги джунглей». Во второй уик-энд сборы упали только на 34 % и составили 120,6 млн долларов, позволив ленте сохранить первое место в мировом прокате. Фильм был лидером по международным кассовым сборам в течение трёх уик-эндов подряд, прежде чем был сдвинут с первого места в четвёртые выходные «Призраком в доспехах» и «Боссом-молокососом». Тем не менее сборы помогли сделать фильм студии Disney первым в 2017 году, взявшим планку в 1 млрд долларов. Фильм занимал первое место четыре уик-энда подряд в Германии, Южной Корее, Финляндии, Португалии, Бразилии, Венесуэле, Боливии и Швейцарии. Крупнейшими международными рынками после Великобритании были Япония (110,8 млн долларов, первое место семь недель подряд), Великобритания (90,5 млн долларов), Китай (85,8 млн долларов), Бразилия (41,5 млн долларов), Южная Корея (37,5 млн долларов) и Австралия (36,3 млн долларов). Только в Европе общая сумма сборов составила 267 млн долларов (второй по этому показателю фильм за год после «Изгоя-один»).

### Оценки
Фильм получил в основном положительные отзывы кинокритиков и зрителей. На обзорном агрегаторе Rotten Tomatoes лента имеет рейтинг 71 % на основе 380 рецензий со средней оценкой 6,7 из 10; многие критики сошлись во мнении, что фильму удалось успешно сохранить отсылки к оригинальному мультфильму и элементы из одноимённого мюзикла. На Metacritic фильм имеет 65 баллов из 100 на основе 47 рецензий критиков, что указывает на «в целом благоприятные отзывы». В опросах CinemaScore зрители дали фильму в среднем оценку A по шкале от A+ до F.
| Рейтинги                | Рейтинги |
| Издание                 | Оценка   |
| ----------------------- | -------- |
| Rolling Stone           | [ 139 ]  |
| eFilmCritic             | [ 140 ]  |
| Internet Movie Database | [ 141 ]  |
| Empire                  | [ 142 ]  |
| IGN                     | [ 143 ]  |
| The Times of India      | [ 144 ]  |
| Film.ru                 | [ 145 ]  |
| Мир фантастики          | [ 146 ]  |
| Российская газета       | [ 147 ]  |
| Rolling Stone Russia    | [ 148 ]  |

Оуэн Глейберман из Variety отмечал: «Это фильм, созданный с любовью и во многих отношениях хороший, но прежде всего это восхитительный образец ностальгии типа „новое — это хорошо забытое старое“». Глейберман назвал персонажа Дэна Стивенса царственной версией героя Джозефа Меррика в «Человеке-слоне» и провёл параллели с Чудовищем в оригинальной адаптации 1946 года Жана Кокто. Майк Райан из Uproxx заметил: «Ничего особо нового в этой версии „Красавицы и Чудовища“ нет (ну, кроме того, что это уже не мультфильм), но это хорошее воспроизведение классического анимационного фильма, которое должно удовлетворить большинство фанатов». Нэнси Чернин из The Dallas Morning News положительно отозвалась об «эмоциональной искренности» картины и о том, как она представляет зрителю в новых красках сюжет классического мультфильма и мюзикла. Марк Хьюз из Forbes дал фильму умеренно одобрительную оценку, отметив, что его создателям удалось избежать грубых просчётов и привлечь новых молодых поклонников, одновременно не разочаровав поколение, выросшее на оригинальном мультфильме, хотя новое ощущение чуда от него не возникает. Антон Долин с радиостанции «Вести ФМ» положительно отозвался о приверженности ленты классическому сюжету: «Всё та же старая добрая сказка о нетерпимости и о том, что содержание всегда важнее формы, а в любви — особенно». Валерий Кичин из «Российской газеты» оценил фильм как «отличный мюзикл, сделанный по всем канонам „большого мюзикла“ с многочисленными ностальгическими поклонами его „золотому веку“», в качестве слабейшей стороны ленты назвав «плохо продуманную» драматургию Чбоски и Спилиотопулоса.
В то же время некоторые критики посчитали экранизацию уступающей анимационному фильму 1991 года. Владимир Лященко из газеты «Коммерсантъ» раскритиковал неестественность действа в экранизации и назвал её «подделкой, старательно выдаваемой за оригинал», сопоставив с версией 1991 года, которую оценил намного выше. Дэвид Симс из The Atlantic, отметив, что все ремейки старых диснеевских мультфильмов, переснятые с живыми актёрами, характеризует пустая роскошь и отсутствие самостоятельности, назвал фильм 2017 года особенно вопиющим в этом отношении, потому что он «рабски предан оригиналу; всякий раз, когда он уступает своему предшественнику (что происходит довольно часто), это трудно не заметить». Алиса Таёжная из «Афиши Daily» тоже расценила новый фильм как продолжающий практику «недавней „Золушки“ или „Чем дальше в лес…“» и несравнимый с работой Кокто, «который в 1946 году без всяких спецэффектов снял нечто волшебное, а не рекламный задник для плавленых сырков». Венди Айд из The Guardian писала, что в художественном отношении лента порой страдает от ненужной помпезности и вычурности, объясняя это тем, что создатели фильма «отчаянно стараются оправдать его создание». Дана Шварц из The Observer, в отличие от Симса, поставила в упрёк фильму 2017 года именно переосмысление некоторых персонажей — Гастона, чей образ поначалу заметно менее карикатурен, но с середины фильма окрашивается исключительно чёрной краской, и Чудовища, ставшего сухим, скучным и нестрашным (в том числе и потому, что в отличие от персонажа 1991 года не забыл, как быть человеком). По мнению Шварц, новые ходы в сюжете часто выглядят ходульными и ненужными, не добавляя ничего значимого. Она также высказала сожаление, что создатели фильма не сочли нужным использовать в песенных номерах Уотсон настоящий певческий голос, поскольку её исполнению не хватает красоты.
Помимо общей оценки фильма, критиками выделялась игра актёрского ансамбля, в особенности Эммы Уотсон и Дэна Стивенса. Энтони Скотт из The New York Times выразил мнение, что Уотсон прекрасно передала на экране ум Белль и её способность к состраданию, а Стивенса назвал «великолепным монстром, особенно когда застенчивость и обаяние начинают проглядывать за яростью». Питер Брэдшоу из The Guardian в свою очередь был более сдержан в оценках, писав, что Уотсон хороша, хоть и «не озаряла экран» своим присутствием, а Стивенс также достойно играл, но временами вызывал скуку и разочарование. Крис Нашавати из Entertainment Weekly посчитал игру Уотсон, «идеально подходящей на роль диснеевской героини», одним из сильнейших элементов фильма. Энн Хорнадей из The Washington Post положительно высказалась о Уотсон, отметив, что её цельный характер и актёрский талант выгодно выделяют её Белль среди других персонажей и искупают нехватку певческих данных. Стивен Уитти из New York Daily News назвал работу актрисы «прорывной». Отзывы о других актёрах были также в целом положительными. Майкл Филлипс из Chicago Tribune в своей рецензии обратил внимание на роль Кевина Клайна, назвав её «самой милой в фильме». Антон Долин также посчитал выбор Уотсон на роль Белль удачным и похвалил актёрскую игру Клайна. Тим Роби из Daily Telegraph, помимо положительного отзыва о Уотсон, отметил «особенно восхитительного» Юэна Макгрегора и «совершенно идеального» Люка Эванса.
Визуальные эффекты фильма, в частности дизайн Чудовища и замковой прислуги, получили неоднозначные отзывы. Мик Ласалль из San Francisco Chronicle счёл анимацию Чудовища «детализированной, с нюансами, глубокой и полной чувств», а Анастасия Рогова из газеты «Известия» написала, что «„живые“ предметы мебели получились изумительно реалистичными». В то же время Роберт Батлер из The Charlotte Observer посетовал, что из-за обилия анимации и цифровой обработки голоса «гениальный актёр из „Аббатства Даунтон“ теряется в пикселях». Лесли Фелперин из The Hollywood Reporter описала цифровые образы картины как «чудеса с точки зрения текстуры», но также посчитала, что лица анимированных персонажей часто выглядят застывшими и невыразительными.
Критиками также были отмечены музыка и песни, прозвучавшие в фильме. Ричард Роупер из The Chicago-Sun Times высоко оценил песенную составляющую ленты. Отметив, что Уотсон и Томпсон не могут сравниться с Пейдж О’Харой и Анджелой Лэнсбери (исполнительницами соответствующих партий в мультфильме 1991 года), критик тем не менее признал их вокал и остальных героев хорошим, а песни — запоминающимися. Брайан Труитт из USA Today приветствовал включение в фильм новых песен, в частности композиции «Evermore», которую расценил как потенциального кандидата на премию «Оскар» за лучшую песню.

## Споры вокруг фильма

### Однополые отношения
Когда стало известно, что Лефу станет первым геем в фильмах студии Disney, эта новость вызвала скандал. Лефу (имя переводится с французского как «безумец») — друг главного антагониста Гастона (его играет актёр Люк Эванс — открытый гей), который в какой-то момент начинает вожделеть его. Однако ещё больший резонанс вызвало интервью режиссёра Билла Кондона, в котором он рассказал о наличии в фильме короткой «гей-сцены», где Лефу вальсирует со Стэнли, также одним из друзей Гастона. Кондон выразил надежду, что роль Лефу станет «прорывной» с точки зрения освещения ЛГБТ-сообщества в фильмах для детской и семейной аудитории. Впоследствии, однако, в интервью Кондон заявил по поводу поднятой шумихи: «Я могу сказать только, что меня уже тошнит от этого. Вы же видели фильм — это крошечный момент, но из мухи раздули слона». Кондон также подчеркнул, что культурная многоплановость ленты, отстаивающей право каждого на индивидуальность, не исчерпывается участием гея и включает, в частности, «межрасовые пары».
Президент и главный исполнительный директор организации ГЛААД Сара Кейт Эллис высоко оценила этот шаг: «Это один маленький эпизод в фильме, но огромный скачок для киноиндустрии». Однако решение показать однополые отношения в фильме вызвало не только положительные, но и отрицательные мнения. Руководство одного из кинотеатров США в штате Алабама приняло решение не демонстрировать фильм по этой причине. В Малайзии Совет по цензуре фильмов настаивал на удалении данного эпизода, что первоначально вызвало снятие киноленты с проката и её переносе на неопределённый срок. В итоге студия назначила дату релиза на 30 марта, чтобы дать время малайским цензорам принять решение о том, выпускать ли фильм без изменений. Затем дистрибьюторы и продюсеры оспорили решение в Апелляционном комитете фильмов Малайзии, что позволило выпустить фильм без каких-либо сокращений и рейтинга Р13 на том основании, что «гей-момент» был незначительным и не повлиял на сюжет. В Кувейте фильм был снят с проката Национальной кинокомпанией, которая владеет большинством кинотеатров в стране. Один из членов компании заявил, что отдел цензуры министерства информации попросил прекратить показ картины и отредактировать моменты, которые были сочтены оскорбительными. В России выход фильма также оказался под угрозой запрета из-за закона, запрещающего пропаганду ЛГБТ среди детей. Депутат Государственной думы РФ Виталий Милонов инициировал экспертизу киноленты министерством культуры РФ, которая фактов пропаганды не обнаружила, но подтвердила наличие героя-гея — «в фильме создан однозначный образ нетрадиционного сексуального влечения персонажа мужского пола Лефу к другому персонажу мужского пола — Гастону». По этой причине в России фильм получил возрастное ограничение 16+. При этом высказывалось мнение, что опубликованные перед премьерой намёки на гей-интригу могли иметь сугубо утилитарную цель — повышение интереса к кинокартине.

### Отношения Белль и Чудовища
С выходом фильма у экспертов и критиков возникли дискуссии и споры относительно того, может ли жертва влюбиться в того, кто удерживает её в плену. Как и в случае с оригинальным анимационным фильмом, одной из причин споров стало возможное проявление у Белль стокгольмского синдрома — состояния, при котором у заложника возникает психологическая связь с похитителем в качестве стратегии выживания во время его нахождения в плену. Прежде чем подписать контракт на роль, Эмма Уотсон оценила отношения Белль с Чудовищем с этой точки зрения. В итоге актриса пришла к выводу, что не считает данную трактовку соответствующей действительности. Уотсон отметила, что для стокгольмского синдрома характерна ситуация, когда пленник перенимает некоторые черты похитителя, влюбляясь в него, тогда как Белль постоянно спорит с Чудовищем, сохраняя эмоциональную и интеллектуальную независимость. Она также указала, что Белль во всём отвечает Чудовищу тем же, будь то резкость или дружба.
Психиатр Фрэнк Охберг, автор термина «стокгольмский синдром», заявил, что не видит наличия у Белль симптомов этого состояния, в частности потому, что героине не приходится переживать момент, когда ей грозит неминуемая смерть. Другие психологи, признавая, что развитие отношений между героями не укладывается в клиническую картину стокгольмского синдрома, при этом подчёркивают, что оно явно нездорово, основано на насилии над личностью и не может служить образцом подражания для молодых зрителей. Констанс Грейди из Vox посчитала, что «Красавица и Чудовище» Жанны-Мари Лепренс де Бомон была изначально написана как история, готовящая молодых девушек к бракам по договорённости во Франции XVIII века, и что неравенство власти усиливается в диснеевской версии. Анна Мента из Elite Daily подчеркнула, что создателем нового фильма не удалось в полной мере затушевать некоторые из аспектов оригинала, связанных с насилием над личностью. По мнению редактора, в действиях Чудовища не было показано ничего предосудительного, когда он так и не извинился перед Белль за заточение в замке, причинение ей боли или манипулирование ею.

## Награды и номинации
| Награда                                        | Дата церемонии  | Категория                                                                      | Получатель(и) и номинанты(и)                                                    | Результат | Пр.             |
| ---------------------------------------------- | --------------- | ------------------------------------------------------------------------------ | ------------------------------------------------------------------------------- | --------- | --------------- |
| Оскар                                          | 4 марта 2018    | Лучшая работа художника-постановщика                                           | Сара Гринвуд и Кэти Спенсер                                                     | Номинация | [ 200 ]         |
| Оскар                                          | 4 марта 2018    | Лучший дизайн костюмов                                                         | Жаклин Дюрран                                                                   | Номинация | [ 200 ]         |
| Премия Гильдии художников-постановщиков        | 27 января 2018  | Совершенство в фэнтези-фильме                                                  | Сара Гринвуд                                                                    | Номинация | [ 201 ]         |
| BAFTA                                          | 18 февраля 2018 | Лучшая работа художника-постановщика                                           | Сара Гринвуд и Кэти Спенсер                                                     | Номинация | [ 202 ]         |
| BAFTA                                          | 18 февраля 2018 | Лучший дизайн костюмов                                                         | Жаклин Дюрран                                                                   | Номинация | [ 202 ]         |
| Американское общество специалистов по кастингу | 18 января 2018  | Фильм с большим бюджетом – Комедия                                             | Люси Беван, Бернард Телси и Тиффани Литтл Кэнфилд                               | Номинация | [ 203 ]         |
| Ассоциация кинокритиков Чикаго                 | 12 декабря 2017 | Лучшая работа художника-постановщика                                           | Сара Гринвуд                                                                    | Номинация | [ 204 ] [ 205 ] |
| Премия Гильдии художников по костюмам          | 20 февраля 2018 | Совершенство в фэнтези-фильме                                                  | Жаклин Дюрран                                                                   | Номинация | [ 206 ]         |
| Выбор критиков                                 | 11 января 2018  | Лучшая работа художника-постановщика                                           | Сара Гринвуд и Кэти Спенсер                                                     | Номинация | [ 207 ]         |
| Выбор критиков                                 | 11 января 2018  | Лучший дизайн костюмов                                                         | Жаклин Дюрран                                                                   | Номинация | [ 207 ]         |
| Выбор критиков                                 | 11 января 2018  | Лучшие причёски и макияж                                                       | Красавица и Чудовище                                                            | Номинация | [ 207 ]         |
| Выбор критиков                                 | 11 января 2018  | Лучшая песня                                                                   | «Evermore»                                                                      | Номинация | [ 207 ]         |
| Империя                                        | 18 марта 2018   | Лучшая женская роль                                                            | Эмма Уотсон                                                                     | Номинация | [ 208 ] [ 209 ] |
| Империя                                        | 18 марта 2018   | Лучший саундтрек                                                               | Красавица и Чудовище                                                            | Номинация | [ 208 ] [ 209 ] |
| Империя                                        | 18 марта 2018   | Лучший макияж и прическа                                                       | Красавица и Чудовище                                                            | Номинация | [ 208 ] [ 209 ] |
| Золотой трейлер                                | 6 июня 2017     | Лучший анимационный/семейный фильм                                             | Красавица и Чудовище                                                            | Номинация | [ 210 ]         |
| Золотой трейлер                                | 6 июня 2017     | Лучшая оригинальная музыка к фильму                                            | Красавица и Чудовище                                                            | Номинация | [ 210 ]         |
| Золотой трейлер                                | 6 июня 2017     | Лучший анимационный/семейный ТВ-ролик                                          | Красавица и Чудовище                                                            | Номинация | [ 210 ]         |
| Золотой трейлер                                | 6 июня 2017     | Лучший фэнтези-приключенческий ТВ-ролик                                        | Красавица и Чудовище                                                            | Номинация | [ 210 ]         |
| Guild of Music Supervisors                     | 8 февраля 2018  | Лучший музыкальный руководитель для фильма: Бюджет более 25 миллионов долларов | Мэтт Салливан                                                                   | Номинация | [ 211 ]         |
| Hollywood Film                                 | 5 ноября 2017   | Costume Design Award                                                           | Жаклин Дюрран                                                                   | Победа    | [ 212 ]         |
| Hollywood Film                                 | 5 ноября 2017   | Make-Up & Hair Styling Award                                                   | Дженни Ширкор                                                                   | Победа    | [ 212 ]         |
| Hollywood Music in Media                       | 16 ноября 2017  | Лучшая оригинальная песня – Анимационный фильм                                 | «How Does a Moment Last Forever» – Алан Менкен и Тим Райс                       | Номинация | [ 213 ] [ 214 ] |
| Hollywood Music in Media                       | 16 ноября 2017  | Лучшая оригинальная песня – Научая фантастика, фэнтези или хоррор-фильм        | «How Does a Moment Last Forever» – Алан Менкен и Тим Райс                       | Победа    | [ 213 ] [ 214 ] |
| Hollywood Music in Media                       | 16 ноября 2017  | Лучшая оригинальная песня – Научая фантастика, фэнтези или хоррор-фильм        | «Evermore» – Алан Менкен и Тим Райс                                             | Номинация | [ 213 ] [ 214 ] |
| Hollywood Music in Media                       | 16 ноября 2017  | Лучший саундтрек-альбом                                                        | Красавица и Чудовище                                                            | Номинация | [ 213 ] [ 214 ] |
| Hollywood Post Alliance                        | 16 ноября 2017  | Лучшая цветовая коррекция – Художественный фильм                               | Стефан Сонненфельд                                                              | Номинация | [ 215 ] [ 216 ] |
| Hollywood Post Alliance                        | 16 ноября 2017  | Лучшие визуальные эффекты – Художественный фильм                               | Кайл Маккаллок, Глен Пратт, Ричард Хувер, Дейл Ньютон, Нил Уэтерли и Framestore | Номинация | [ 215 ] [ 216 ] |
| Houston Film Critics Society                   | 6 января 2018   | Лучшая оригинальная песня                                                      | «Evermore» – Алан Менкен и Тим Райс                                             | Номинация | [ 217 ]         |
| Make-Up Artists and Hair Stylists Guild        | 24 февраля 2018 | Художественный кинофильм: Лучшая прическа периода и/или персонажа              | Дженни Ширкор, Марк Пилчер и Шарлотта Хейворд                                   | Номинация | [ 218 ]         |
| MTV Movie & TV                                 | 7 мая 2017      | Фильм года                                                                     | Красавица и Чудовище                                                            | Победа    | [ 219 ]         |
| MTV Movie & TV                                 | 7 мая 2017      | Лучшая мужская роль в кино                                                     | Эмма Уотсон                                                                     | Победа    | [ 219 ]         |
| MTV Movie & TV                                 | 7 мая 2017      | Лучший поцелуй                                                                 | Эмма Уотсон и Дэн Стивенс                                                       | Номинация | [ 219 ]         |
| MTV Movie & TV                                 | 7 мая 2017      | Лучший дуэт                                                                    | Джош Гэд и Люк Эванс                                                            | Номинация | [ 219 ]         |
| MTV Movie & TV                                 | 7 мая 2017      | Лучший музыкальный момент                                                      | «Beauty and the Beast» – Ариана Гранде и Джон Ледженд                           | Номинация | [ 219 ]         |
| NAACP Image                                    | 15 января 2018  | Лучшая женская роль второго плана в кино                                       | Одра Макдональд                                                                 | Номинация | [ 220 ]         |
| Nickelodeon Kids' Choice                       | 24 марта 2018   | Любимый фильм                                                                  | Красавица и Чудовище                                                            | Номинация | [ 221 ]         |
| Nickelodeon Kids' Choice                       | 24 марта 2018   | Любимая киноактриса                                                            | Эмма Уотсон                                                                     | Номинация | [ 221 ]         |
| Publicists Guild                               | 2 марта 2018    | Кинофильм                                                                      | Красавица и Чудовище                                                            | Номинация | [ 222 ] [ 223 ] |
| San Diego Film Critics Society                 | 11 декабря 2017 | Лучшая работа художника-постановщика                                           | Сара Гринвуд и Кэти Спенсер                                                     | Номинация | [ 224 ] [ 225 ] |
| San Diego Film Critics Society                 | 11 декабря 2017 | Лучшие визуальные эффекты                                                      | Красавица и Чудовище                                                            | 2-е место | [ 224 ] [ 225 ] |
| San Diego Film Critics Society                 | 11 декабря 2017 | Лучший дизайн костюмов                                                         | Жаклин Дюрран                                                                   | Победа    | [ 224 ] [ 225 ] |
| San Diego Film Critics Society                 | 11 декабря 2017 | Лучшее использование музыки                                                    | Красавица и Чудовище                                                            | Номинация | [ 224 ] [ 225 ] |
| Спутник                                        | 10 февраля 2018 | Лучший дизайн костюмов                                                         | Жаклин Дюрран                                                                   | Номинация | [ 226 ]         |
| Сатурн                                         | 27 июня 2018    | Лучший фэнтези-фильм                                                           | Красавица и Чудовище                                                            | Номинация | [ 227 ]         |
| Сатурн                                         | 27 июня 2018    | Лучшая киноактриса                                                             | Эмма Уотсон                                                                     | Номинация | [ 227 ]         |
| Сатурн                                         | 27 июня 2018    | Лучшая работа художника-постановщика                                           | Сара Гринвуд                                                                    | Номинация | [ 227 ]         |
| Сатурн                                         | 27 июня 2018    | Лучший дизайн костюмов                                                         | Жаклин Дюрран                                                                   | Победа    | [ 227 ]         |
| Seattle Film Critics Society                   | 18 декабря 2017 | Лучший дизайн костюмов                                                         | Жаклин Дюрран                                                                   | Номинация | [ 228 ] [ 229 ] |
| St. Louis Film Critics Association             | 17 декабря 2017 | Лучшая работа художника-постановщика                                           | Сара Гринвуд                                                                    | Номинация | [ 230 ]         |
| St. Louis Film Critics Association             | 17 декабря 2017 | Лучшие визуальные эффекты                                                      | Красавица и Чудовище                                                            | Номинация | [ 230 ]         |
| Teen Choice                                    | 13 августа 2017 | Выбор фильма: Фэнтези                                                          | Красавица и Чудовище                                                            | Победа    | [ 231 ] [ 232 ] |
| Teen Choice                                    | 13 августа 2017 | Выбор фильма: Актёр фэнтези                                                    | Дэн Стивенс                                                                     | Номинация | [ 231 ] [ 232 ] |
| Teen Choice                                    | 13 августа 2017 | Выбор фильма: Актриса фэнтези                                                  | Эмма Уотсон                                                                     | Победа    | [ 231 ] [ 232 ] |
| Teen Choice                                    | 13 августа 2017 | Выбор кинозлодея                                                               | Люк Эванс                                                                       | Победа    | [ 231 ] [ 232 ] |
| Teen Choice                                    | 13 августа 2017 | Выбор Movie Ship                                                               | Эмма Уотсон и Дэн Стивенс                                                       | Победа    | [ 231 ] [ 232 ] |
| Teen Choice                                    | 13 августа 2017 | Выбор Liplock                                                                  | Эмма Уотсон и Дэн Стивенс                                                       | Победа    | [ 231 ] [ 232 ] |
| Teen Choice                                    | 13 августа 2017 | Выбор Scene Stealer                                                            | Джош Гэд                                                                        | Номинация | [ 231 ] [ 232 ] |
| Teen Choice                                    | 13 августа 2017 | Выбор Hissy Fit                                                                | Люк Эванс                                                                       | Номинация | [ 231 ] [ 232 ] |
| Teen Choice                                    | 13 августа 2017 | Выбор Hissy Fit                                                                | Дэн Стивенс                                                                     | Номинация | [ 231 ] [ 232 ] |
| Общество специалистов по визуальным эффектам   | 13 февраля 2018 | Лучшая виртуальная операторская работа в фотореалистичном проекте              | Шеннон Джастисон, Кейси Шац, Нил Уэтерли и Клэр Мишо за «Be Our Guest»          | Номинация | [ 233 ]         |
| Washington D.C. Area Film Critics Association  | 8 декабря 2017  | Лучшее исполнение захвата движения                                             | Дэн Стивенс                                                                     | Номинация | [ 234 ]         |
| Washington D.C. Area Film Critics Association  | 8 декабря 2017  | Лучшая работа художника-постановщика                                           | Сара Гринвуд и Кэти Спенсер                                                     | Номинация | [ 234 ]         |
| Women Film Critics Circle                      | 17 декабря 2017 | Лучший семейный фильм                                                          | Красавица и Чудовище                                                            | Номинация | [ 235 ] [ 236 ] |

## Будущее
21 марта 2017 года продюсер Шон Бейли заявил, что Walt Disney Pictures «исследует возможные сценарии спин-оффов и приквелов» для мультфильмов и фильмов, включая «Красавицу и Чудовище». Дэн Стивенс и Эмма Уотсон выразили заинтересованность в повторении своих ролей в потенциальном будущем фильме.
6 марта 2020 года ABC Signature Studios анонсировала для Disney+ мини-сериал «Маленький городок», посвящённый персонажам Гастону и Лефу. Люк Эванс и Джош Гэд планировали вновь сыграть свои роли и выступить исполнительными продюсерами сериала наряду с Эдди Китсисом и Адамом Горовицем. Гэд, Китсис и Горовиц также были назначены сценаристами проекта. Сообщалось, что Алан Менкен вёл переговоры о возвращении в качестве композитора, о чём он подтвердил позднее. В период с июня 2021 по февраль 2022 года актёрский состав пополняли Бриана Миддлтон, Джелани Алладин, Фра Фи, Рита Ора и Шэрон Д. Кларк. 10 февраля 2022 года стало известно, что проект отложили на неопределённый срок из-за творческих проблем. В августе 2024 года Люк Эванс подтвердил, что производство сериала было окончательно отменено.

### Комментарии
1. ↑  Тексты песен к анимационному фильму написаны Ховардом Эшманом.
2. ↑  В sing along-версии на экранах транслировались слова исполняемых песен.
3. ↑  Также за фильм «Тёмные времена».
4. ↑  Совместно с фильмом «Дюнкерк».
5. ↑  Совместно с Марком Бриджесом за фильм «Призрачная нить».